# ما دوباره زندگی می‌کنیم
ما دوباره زندگی می‌کنیم (انگلیسی: We Live Again) فیلمی به کارگردانی روبن مامولیان و با بازی آنا استن و فردریک مارچ در سال ۱۹۳۴ است. این فیلم اقتباسی از رمان رستاخیز (Voskraeseniye) ساخته لئو تولستوی در سال ۱۸۹۹ است. فیلمنامه را ماکسول اندرسون با همکاری تعدادی از نویسندگان از جمله پرستون استورجس و تورنتون وایلدر نوشت.